# Гватемальско-казахстанские отношения
Гватемальско-казахстанские отношения — двусторонние дипломатические отношения между Гватемалой и Казахстаном. Отношения были установлены 9 февраля 2011 года.

## История отношений
Отношения между странами были установлены 9 февраля 2011 года.
В августе 2017 года Чрезвычайный и Полномочный Посол Гватемалы в Российской Федерации по совместительству в Правительстве Республики Казахстан Хисела Аталида Ходинес Сасо вручила верительные грамоты Государственному секретарю Казахстана Гулшаре Абдыкаликовой.
Гватемала приняла участие в ЭКСПО 2017 в Астане.

## Торговля

### Экспорт Гватемалы в Казахстан
В 2022 году Гватемала экспортировала в Казахстан 11 миллионов долларов. Основные продукты экспорта в Казахстан: семена для посева (352 тысяс долларов), крепкие напитки (77,9 тысяч долларов) и кофе (50,9 тысяч долларов). За последние 5 лет экспорт Гватемалы в Казахстан снизился в годовом исчислении на 14,5%, с 24 миллионов долларов в 2017 году до 11 миллионов в 2022 году.

### Экспорт Казахстана в Гватемалу
В 2022 году Казахстан экспортировал в Гватемалу 193 доллара. Основные товары экспорта в Гватемалу: женские рубашки из нетканого материала (347 долларов), кожаная обувь (216 долларов) и электрозажигания (103 доллара). За последние 5 лет экспорт Казахстана в Гватемалу снизился в годовом исчислении на 83,2%, с 1,43 миллионов долларов в 2017 году до 193 долларов в 2022 году.

## Дипломатические миссии
- У Гватемалы есть аккредитированное посольство в Москве[7], Россия
- У Казахстана есть аккредитированное посольство в Мехико[8], Мексика